# 아프리카 요리

아프리카

아프리카 요리(Africa 料理)는 아프리카 대륙의 요리이다.

## 분류
지리적으로 다음과 같이 나눌 수 있다.
- 남아프리카 요리
- 동아프리카 요리
- 북아프리카 요리
- 서아프리카 요리
- 중앙아프리카 요리

아프리카 요리에 속하는 요리는 다음과 같다.
- 가나 요리
- 가봉 요리
- 감비아 요리
- 기니 요리
- 기니비사우 요리
- 나미비아 요리
- 나이지리아 요리
- 남수단 요리
- 남아프리카 공화국 요리
- 니제르 요리
- 라이베리아 요리
- 레소토 요리
- 르완다 요리
- 리비아 요리
- 마다가스카르 요리
- 말라위 요리
- 말리 요리
- 모로코 요리
- 모리셔스 요리
- 모리타니 요리
- 모잠비크 요리
- 베냉 요리
- 보츠와나 요리
- 부룬디 요리
- 부르키나파소 요리
- 상투메 프린시페 요리
- 세네갈 요리
- 세이셸 요리
- 소말리아 요리
- 수단 요리
- 시에라리온 요리
- 알제리 요리
- 앙골라 요리
- 에리트레아 요리
- 에스와티니 요리
- 에티오피아 요리
- 우간다 요리
- 이집트 요리
- 잠비아 요리
- 적도 기니 요리
- 중앙아프리카 공화국 요리
- 지부티 요리
- 짐바브웨 요리
- 차드 요리
- 카메룬 요리
- 카보베르데 요리
- 케냐 요리
- 코모로 요리
- 코트디부아르 요리
- 콩고 공화국 요리
- 콩고 민주 공화국 요리
- 탄자니아 요리
- 토고 요리
- 튀니지 요리

## 같이 보기
- 세계 요리
- 중동 요리
- 지중해 요리